# Hrabstwo Foster

Piramida wieku hrabstwa

Hrabstwo Foster (ang. Foster County) to hrabstwo w południowej części stanu Dakota Północna w Stanach Zjednoczonych. Hrabstwo zajmuje powierzchnię 1 675,00 km². Według szacunków United States Census Bureau w roku 2006 miało 3 583 mieszkańców. Siedzibą hrabstwa jest Carrington.

## Geografia
Hrabstwo Foster zajmuje powierzchnię całkowitą 1 675,00 km², z czego 1 645,16 km² to powierzchnia lądowa, a 29,84 km² (1,8%) to powierzchnia wodna.

### Miejscowości
- Carrington
- Glenfield
- Grace City
- McHenry